# Даријус Гарланд
Даријус Кинард Гарланд (енгл. Darius Kinnard Garland; Гери, Индијана, 26. јануар 2000) амерички је кошаркаш. Игра на позицији плејмејкера, а тренутно наступа за Кливленд кавалирсе. 

## Успеси

### Појединачни
- НБА ол-стар меч (2): 2022, 2025.
- Победник НБА такмичења у вештинама (1): 2022.